# Erythroxylum laetevirens
Erythroxylum laetevirens es una especie de planta perteneciente a la familia Erythroxylaceae. Se distribuye en Brasil.

## Taxonomía
Erythroxylum laetevirens fue descrita por el botánico alemán Otto Eugen Schulz y la descripción publicada en Das Pflanzenreich IV. 134 (Heft 29): 42 en 1907.